# Ulises Poirier
Ulises Dagoberto Poirier Puelma (Quillota, 2 de febrero de 1897-Viña del Mar, 9 de marzo de 1977) fue un futbolista chileno que jugaba de defensa.
Fue el futbolista chileno más destacado en los años 1920. Era el máximo ídolo del club La Cruz de Valparaíso y uno de los principales defensas izquierdos de dicho país en la historia según los especialistas.

## Trayectoria
Nació en Quillota en 1897, hijo de padres chilenos y abuelo francés. Vivió toda su niñez en su ciudad natal, en la que cursó sus estudios de primaria. Después ingreso al Liceo de Hombres de Quillota, hasta que su familia se trasladó a Viña del mar, ingresando al Liceo de Viña del Mar en el cual empezó a jugar sus primeras partidas de futbol. Se casó con Rafaela Carmona, con quien tuvo 6 hijos.
Sus inicios futbolísticos fueron en las competencias de barrio de Valparaíso, donde formó parte de los clubes Miraflores, Unión Portales, Scotland y Underwood.
En 1917 llegó a jugar en el La Cruz donde destacó siendo nominado a la Selección de Valparaíso, compitiendo en los campeonatos nacionales de 1919, 1920, 1922 y 1926. Era considerado un jugador rápido, ágil, vigoroso y de una colocación impecable. Poirier se transformaba en el murallón en donde se estrellaban todos los centros de los punteros y los volantes. Así también se desempeñó como capitán de la selección de la liga de Valparaíso.
En el año 1927 actuó como refuerzo del Colo-Colo para la gira internacional en la que los albos fueron a México y Europa. Tras la muerte del capitán albo David Arellano en Valladolid, Ulises Poirier es nombrado capitán del equipo para el resto de la gira.
Al regreso de la gira internacional, Colo-Colo le ofrece ser jugador estable del plantel sin embargo, el no acepta y vuelve a jugar en La Cruz. Luego de los múltiples éxitos que consiguió con el club, decide dejar el club de casi toda su vida en el año 1930.
Posteriormente fue a jugar en San Luis de su natal Quillota hasta su retiro del fútbol activo en 1933.
Después de su retiro, fue socio vitalicio de La Cruz y ocupó cargos directivos en La Cruz. Luego trabajó en el sector de transporte y en el Casino de Viña del Mar hasta su jubilación.

## Selección nacional
Fue internacional con la selección chilena entre los años 1919 y 1930, teniendo participación en una edición de la Copa Mundial de Fútbol y en cuatro ediciones del Campeonato Sudamericano. Jugó diecisiete partidos oficiales, además participó en un partido no oficial, su estadística final como seleccionado fue de dieciocho partidos.
Fue convocado desde Valparaíso para ser parte del equipo que viajaría al sudamericano en Brasil, fue titular en todos los encuentros que Chile disputó en el torneo y estuvo presente en el caótico regreso a Chile. Al año siguiente fue nominado por una comisión de selección para integrar el seleccionado que participaría en el IV Campeonato Sudamericano, en el que Chile sería el anfitrión, fue estelar en los tres encuentros que disputó Chile en el torneo.
Posteriormente fue seleccionado por el entrenador Juan Carlos Bertone para el sudamericano en Brasil, fue nombrado capitán de Chile y tuvo un sólido partido ante Brasil anulando a los delanteros rivales, en los demás encuentros poco pudo hacer para evitar las derrotas del equipo.
Volvió a ser convocado para el sudamericano en el que Chile sería el anfitrión, fue titular en el primer triunfo oficial de Chile ante Bolivia por 7:1 en dicho torneo, también fue estelar en los siguientes partidos. Fue una de las figuras preponderantes del combinado patrio en el torneo.
En primera instancia no estaba considerado para viajar al Mundial, sin embargo fue nominado debido a su buen desempeño en los encuentros previos, fue titular en el primer partido de la selección chilena en el mundial haciendo dupla defensiva con Víctor Morales, siendo este su último encuentro por Chile.

### Participaciones en Copas del Mundo
| Torneo               | Sede    | Resultado    | Partidos |
| -------------------- | ------- | ------------ | -------- |
| Copa Mundial de 1930 | Uruguay | Primera fase | 1        |
| Total                | Total   | Total        | 1        |

### Participaciones en el Campeonato Sudamericano
| Torneo                       | Sede   | Resultado     | Partidos |
| ---------------------------- | ------ | ------------- | -------- |
| Campeonato Sudamericano 1919 | Brasil | Cuarto lugar  | 3        |
| Campeonato Sudamericano 1920 | Chile  | Cuarto lugar  | 3        |
| Campeonato Sudamericano 1922 | Brasil | Quinto lugar  | 4        |
| Campeonato Sudamericano 1926 | Chile  | Tercer puesto | 4        |
| Total                        | Total  | Total         | 14       |

### Partidos internacionales
| 1     | 11 de mayo de 1919       | Estádio das Laranjeiras, Río de Janeiro, Brasil | Brasil     | 6-0 | Chile     | Campeonato Sudamericano 1919 |
| 2     | 17 de mayo de 1919       | Estádio das Laranjeiras, Río de Janeiro, Brasil | Uruguay    | 2-0 | Chile     | Campeonato Sudamericano 1919 |
| 3     | 22 de mayo de 1919       | Estádio das Laranjeiras, Río de Janeiro, Brasil | Argentina  | 4-1 | Chile     | Campeonato Sudamericano 1919 |
| 4     | 11 de septiembre de 1920 | Valparaíso Sporting Club, Viña del Mar, Chile   | Chile      | 0-1 | Brasil    | Campeonato Sudamericano 1920 |
| 5     | 20 de septiembre de 1920 | Valparaíso Sporting Club, Viña del Mar, Chile   | Chile      | 1-1 | Argentina | Campeonato Sudamericano 1920 |
| 6     | 26 de septiembre de 1920 | Valparaíso Sporting Club, Viña del Mar, Chile   | Chile      | 1-2 | Uruguay   | Campeonato Sudamericano 1920 |
| 7     | 25 de septiembre de 1921 | Valparaíso Sporting Club, Viña del Mar, Chile   | Chile      | 1-4 | Argentina | Amistoso                     |
| 8     | 2 de octubre de 1921     | Campos de Sports, Santiago, Chile               | Chile      | 1-1 | Argentina | Amistoso                     |
| 9     | 17 de septiembre de 1922 | Estádio das Laranjeiras, Río de Janeiro, Brasil | Brasil     | 1-1 | Chile     | Campeonato Sudamericano 1922 |
| 10    | 23 de septiembre de 1922 | Estádio das Laranjeiras, Río de Janeiro, Brasil | Uruguay    | 2-0 | Chile     | Campeonato Sudamericano 1922 |
| 11    | 28 de septiembre de 1922 | Estádio das Laranjeiras, Río de Janeiro, Brasil | Argentina  | 4-0 | Chile     | Campeonato Sudamericano 1922 |
| 12    | 5 de octubre de 1922     | Estádio das Laranjeiras, Río de Janeiro, Brasil | Paraguay   | 3-0 | Chile     | Campeonato Sudamericano 1922 |
| 13    | 12 de octubre de 1926    | Campos de Sports, Santiago, Chile               | Chile      | 7-1 | Bolivia   | Campeonato Sudamericano 1926 |
| 14    | 17 de octubre de 1926    | Campos de Sports, Santiago, Chile               | Chile      | 1-3 | Uruguay   | Campeonato Sudamericano 1926 |
| 15    | 31 de octubre de 1926    | Campos de Sports, Santiago, Chile               | Chile      | 1-1 | Argentina | Campeonato Sudamericano 1926 |
| 16    | 3 de noviembre de 1926   | Campos de Sports, Santiago, Chile               | Chile      | 5-1 | Paraguay  | Campeonato Sudamericano 1926 |
| 17    | 16 de julio de 1930      | Gran Parque Central, Montevideo, Uruguay        | Chile      | 3-0 | México    | Copa Mundial 1930            |
| Total |                          |                                                 | Presencias | 17  |           |                              |

| 1     | 11 de octubre de 1922 | Estadio Villa Belmiro, Santos, Brasil | Combinado de Santos-São Paulo | 1-3 | Chile | Amistoso |
| Total |                       |                                       | Presencias                    | 1   |       |          |

## Clubes
| Club                  | País  | Año         |
| --------------------- | ----- | ----------- |
| La Cruz Football Club | Chile | 1917 - 1926 |
| Colo-Colo             | Chile | 1927        |
| La Cruz Football Club | Chile | 1927 - 1930 |
| San Luis              | Chile | 1932 - 1933 |

## Palmarés

### Torneos locales
| Título                                     | Club                  | País  | Año  |
| ------------------------------------------ | --------------------- | ----- | ---- |
| Copa Sporting                              | La Cruz Football Club | Chile | 1917 |
| Liga de Valparaíso                         | La Cruz Football Club | Chile | 1918 |
| Copa Sporting                              | La Cruz Football Club | Chile | 1922 |
| Liga de Valparaíso                         | La Cruz Football Club | Chile | 1922 |
| Copa Sporting                              | La Cruz Football Club | Chile | 1923 |
| Liga de Valparaíso                         | La Cruz Football Club | Chile | 1923 |
| Copa de Honor La Cruz - Santiago Wanderers | La Cruz Football Club | Chile | 1924 |
| Liga de Valparaíso                         | La Cruz Football Club | Chile | 1924 |
| Liga de Valparaíso                         | La Cruz Football Club | Chile | 1925 |
| Liga de Valparaíso                         | La Cruz Football Club | Chile | 1929 |
| Liga de Valparaíso                         | La Cruz Football Club | Chile | 1930 |
| Primera División (Quillota)                | San Luis              | Chile | 1932 |
| Copa Sporting (Quillota)                   | San Luis              | Chile | 1933 |
| Primera División (Quillota)                | San Luis              | Chile | 1933 |

### Distinciones individuales
| Distinción                                                 | Año  |
| ---------------------------------------------------------- | ---- |
| Mejor defensor del Campeonato Sudamericano                 | 1922 |
| Mejor defensor del Campeonato Sudamericano                 | 1926 |
| Capitán de Colo Colo en la Gira internacional de Colo-Colo | 1927 |
| Referente histórico del La Cruz Football Club              | 1930 |
| Mejor jugador histórico de la Liga de Valparaíso           | 1940 |